# Вангелия Десподова
Вангелия Десподова (на македонска литературна норма: Вангелија Десподова) е северномакедонска филоложка.

## Биография
Родена е в 1941 година в костурското село Галища, Гърция. Изведена е от комунистическите бунтовници от Гърция с групата на така наречените деца бежанци и от 1948 до 1958 година живее в Чехословакия, където завършва основно образование и класическа гимназия. В 1958 година се преселва в Югославия. В 1963 година се дипломира в катедрата по славистика на Филологическия факултет на Скопския университет. В 1973 година защитава магистратура на тема „Лексиката на Добромировото евангелие“, а в 1981 година – докторат на тема „Южнославянският пълен апракос“. Работи в Института за македонски език от 1964 до 1986 година, от 1986 до 2003 година е научен съветник, а от 1992 до 2001 година е директор на Института за старославянска култура в Прилеп.